# Bedagpalli, Chincholi
Bedagpalli là một làng thuộc tehsil Chincholi, huyện Gulbarga, bang Karnataka, Ấn Độ.